# Uromyces crotalariae
Uromyces crotalariae ist eine Ständerpilzart aus der Ordnung der Rostpilze (Pucciniales). Der Pilz ist ein Endoparasit der Hülsenfrüchtlergattung Crotalaria. Symptome des Befalls durch die Art sind Rostflecken und Pusteln auf den Blattoberflächen der Wirtspflanzen. Sie ist in Süd- und Mittelamerika sowie in Südafrika verbreitet.

## Merkmale

### Makroskopische Merkmale
Uromyces crotalariae ist mit bloßem Auge nur anhand der auf der Oberfläche des Wirtes hervortretenden Sporenlager zu erkennen. Sie wachsen in Nestern, die als gelbliche bis braune Flecken und Pusteln auf den Blattoberflächen erscheinen.

### Mikroskopische Merkmale
Das Myzel von Uromyces crotalariae wächst wie bei allen Puccinia-Arten interzellulär und bildet Saugfäden, die in das Speichergewebe des Wirtes wachsen. Die Spermogonien und Aecien der Art sind unbekannt. Die überwiegend unterseitig auf den Wirtsblättern wachsenden Uredien des Pilzes sind hell zimtbraun. Ihre gelblichen bis goldbraunen Uredosporen sind 24–28 × 20–25 µm groß, meist eiförmig bis breitellipsoid und stachelwarzig. Die blattunterseitig wachsenden Telien der Art sind schwarz- oder schokoladenbraun und pulverig. Die farblosen bis zimtbraunen Teliosporen sind einzellig, in der Regel stumpfkegelig bis breit sphärisch, stachelwarzig und meist 20–32 × 20–30 µm groß. Ihre Stiele sind farblos und 12–22 µm lang.

## Verbreitung
Das bekannte Verbreitungsgebiet von Uromyces crotalariae umfasst Mittel- bis Südamerika und Südafrika.

## Ökologie
Die Wirtspflanze von Uromyces crotalariae sind verschiedene Crotalaria-Arten. Der Pilz ernährt sich von den im Speichergewebe der Pflanzen vorhandenen Nährstoffen, seine Sporenlager brechen später durch die Blattoberfläche und setzen Sporen frei. Die Art durchläuft einen wahrscheinlich makrozyklischen Entwicklungszyklus, von dem bisher nur Uredien und Telien sowie deren Wirt bekannt sind. Ob sie einen Wirtswechsel vollzieht, lässt sich daher nicht sagen.